# Cajas nationalpark
Cajas nationalpark (spanska: Parque Nacional Cajas) är en nationalpark i Ecuador.   Den ligger i provinsen Azuay, i den sydvästra delen av landet, 300 km söder om huvudstaden Quito. Cajas National Park ligger 3 615 meter över havet.
Årsmedeltemperaturen i trakten är 6 °C. Den varmaste månaden är december, då medeltemperaturen är 8 °C, och den kallaste är juni, med 4 °C. Genomsnittlig årsnederbörd är 1 316 millimeter. Den regnigaste månaden är februari, med i genomsnitt 264 mm nederbörd, och den torraste är juli, med 32 mm nederbörd.